# Lapara
Lapara ist eine Gattung innerhalb der Schmetterlingsfamilie der Schwärmer (Sphingidae).

## Merkmale
Die Falter sind mattgrau bis graubraun. Ihre Vorderflügel sind unterschiedlich stark schwarz, braun und weiß gefleckt. Die Hinterflügel tragen wie bei Lapara coniferarum keine Musterung oder sind maximal undeutlich gemustert wie bei den meisten Individuen von Lapara bombycoides. Der Hinterleib der Falter ist entweder weitgehend einfarbig oder trägt schräg verlaufende, dunkle Intersegmentalbänder. Der Saugrüssel ist kurz und sehr schwach, jedoch funktionsfähig.
Anders als bei allen anderen in Nordamerika vertretenen Schwärmerarten fehlt den Raupen von Lapara-Arten in allen Stadien das Analhorn. Ausgewachsen haben die Raupen eine grüne Grundfarbe und tragen vereinzelte Sekundärborsten. Auf ihrem Körper verlaufen auf jeder Seite je ein Längsstreifen am Rücken (dorsal), beidseits des Rückens (subdorsal) und unterhalb der Stigmen (subspiracular). Diese Streifen sind weiß bis gelblich und dienen der Tarnung, wenn die Raupen auf Nadeln der Nahrungspflanzen sitzen. Die Raupen tragen darüber hinaus am Rücken und entlang der subdorsalen Längsstreifen Flecken in unterschiedlichen rotbraunen Tönen. Die Farbe und deren Ausbreitung variiert nicht nur zwischen den Arten, sondern auch innerhalb einer Art zwischen den Individuen bzw. Populationen. Der Kopf jüngerer Raupen ist nach oben spitz zulaufend und trägt zahlreiche kleine Stacheln. Im letzten Raupenstadium ist die Kopfkapsel nur leicht dreieckförmig und hat eine glatte Oberfläche. Die Raupe zeigt eine verkehrte „V“-förmige, dunkelbraune Markierung auf dem Gesicht. Die Unterscheidung der Arten im Raupenstadium ist sehr schwierig.
Die Puppen können nicht voneinander unterschieden werden. Sie sind glatt, nahezu schwarz und langgestreckt. Der Kremaster ist breit und basal leicht tränenförmig, ist aber zu einem dünnen Schaft ausgezogen, der spitz endet.

## Vorkommen und Lebensweise
Sämtliche Arten der Gattung treten in Kanada und den Vereinigten Staaten von Amerika auf. Die Raupen ernähren sich von Kiefern (Pinus).

## Systematik
Es sind vier Arten der Gattung bekannt. Die taxonomische Stellung der Arten ist jedoch teilweise unklar. So betrachten Kitching & Cadiou (2000) Lapara halicarnie als eigenständige Art, wohingegen Tuttle dieser Auftrennung nicht folgt, sondern diese Tiere als größere und weniger gemusterte Individuen von Lapara coniferarum betrachtet.
- Lapara bombycoides Walker, 1856
- Lapara coniferarum (J. E. Smith, 1797)
- Lapara halicarnie (Strecker, 1880)
- Lapara phaeobrachycerous Brou, 1994

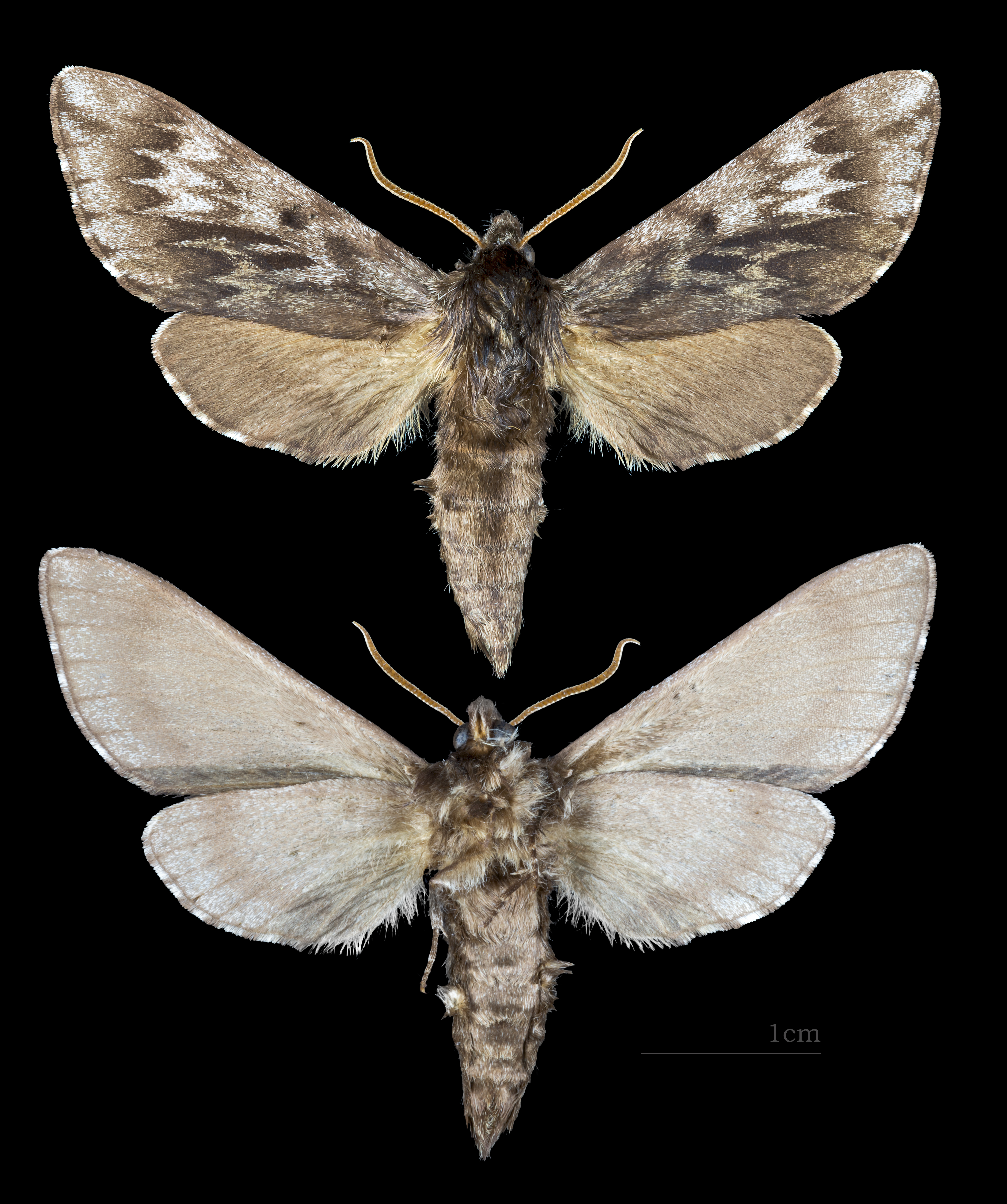
Lapara bombycoides
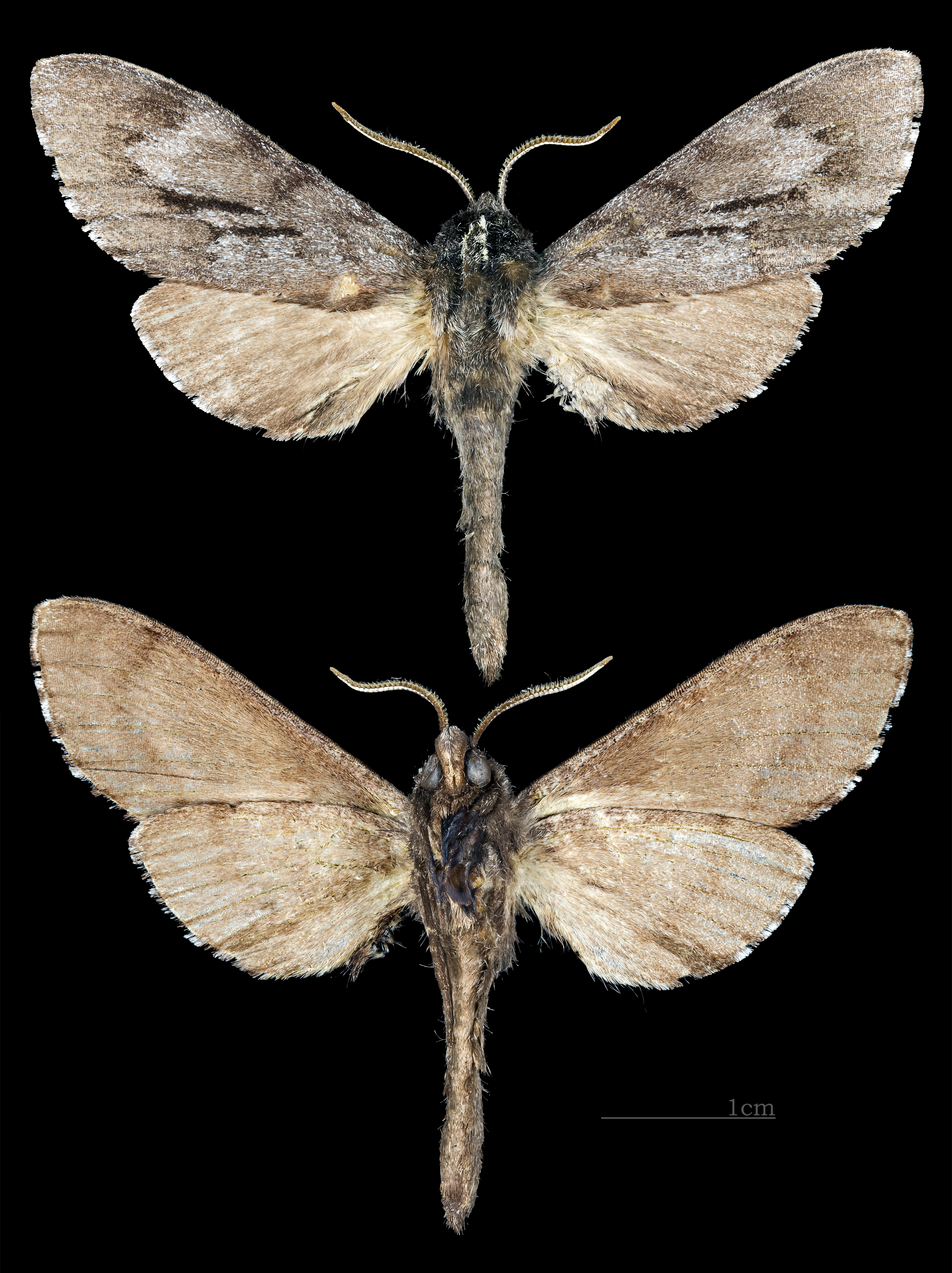
Lapara coniferarum

## Belege